# Palazzo Corsini alla Lungara

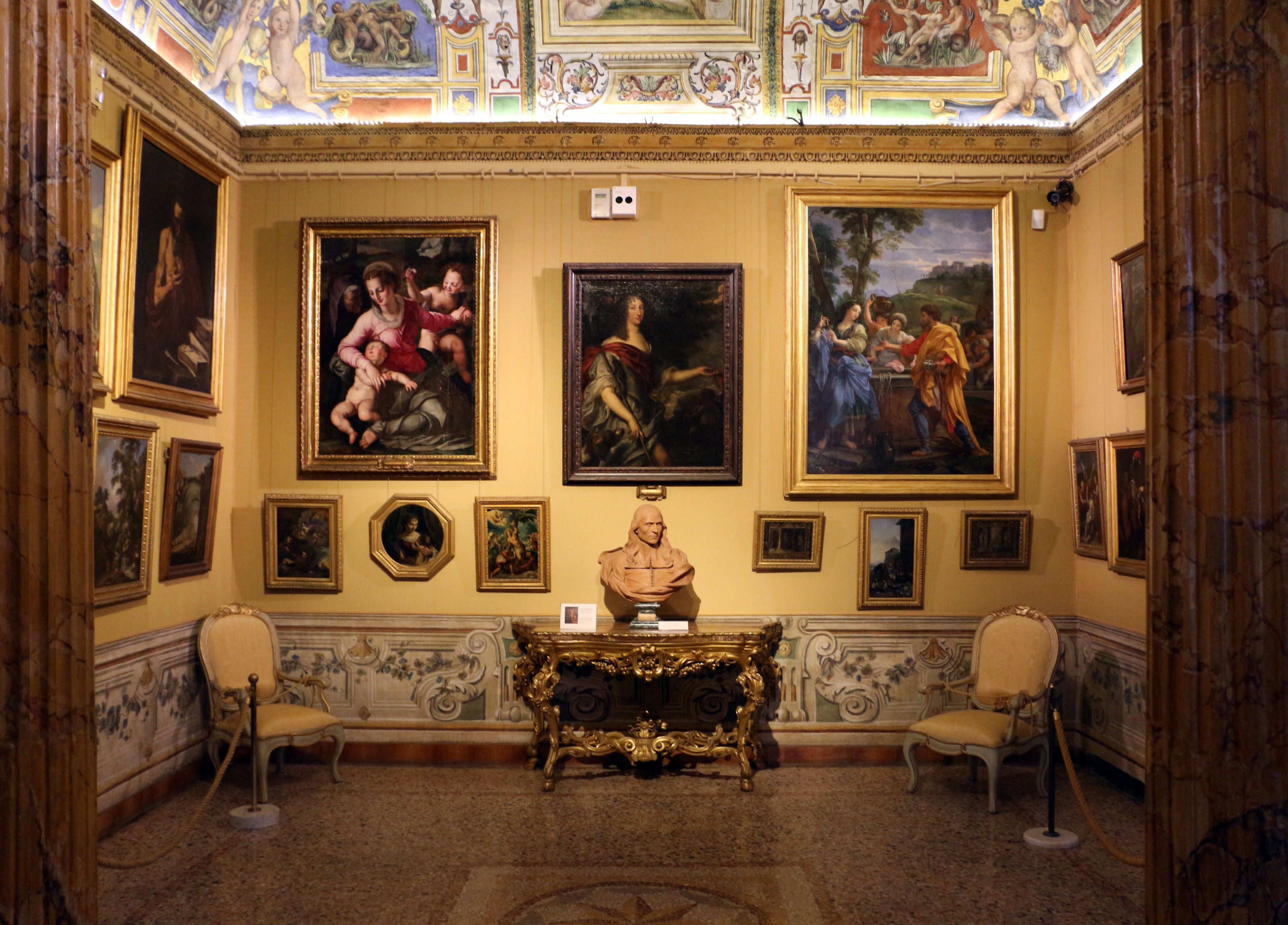
La sala del Palazzo che servì come camera da letto della regina Cristina di Svezia

Palazzo Corsini alla Lungara è un palazzo romano costruito nella parte più bassa della grande Villa Corsini.

## Storia
Situato nel rione di Trastevere, proprio di fronte alla Villa Farnesina, fu edificato alla fine del XV secolo dai Riario, nipoti di Sisto IV della Rovere. Nel XVII secolo il palazzo era stato abitato dalla regina Cristina di Svezia, la quale avrebbe ospitato nel giardino le prime riunioni di un cenacolo alchemico, composto tra gli altri da Massimiliano Savelli Palombara, Giuseppe Francesco Borri, Giovanni Cassini, Francesco Maria Santinelli, Athanasius Kircher.
Nel palazzo avrebbe poi risieduto l'Accademia dell'Arcadia (la cui sede è attualmente a Roma presso la Biblioteca Angelica, in piazza di Sant'Agostino).
Nel 1736 l'edificio e il giardino furono acquistati dal cardinale fiorentino Neri Maria Corsini, nipote di Clemente XII, che affidò i lavori di ristrutturazione del palazzo al conterraneo Ferdinando Fuga, che per il papa stava già lavorando al Palazzo del Quirinale e al Palazzo della Consulta. Fuga trasformò la piccola villa suburbana dei Riario in una vera e propria reggia, raddoppiando l'estensione della facciata e ovviando alla notevole larghezza con l'aggiunta di dieci lesene giganti, più addensate in corrispondenza dell'asse centrale. Più movimentata è la facciata posteriore, rivolta verso i vastissimi giardini, con tre corpi di fabbrica aggettanti, di cui quello centrale, occupato dal monumentale scalone, uno dei più belli di Roma, è particolarmente sporgente. Lo scalone, con le sue grandi finestre, funge anche da belvedere panoramico sui giardini, posti in pendenza sul colle del Gianicolo.
Durante l'occupazione napoleonica di Roma, il palazzo ospitò Giuseppe Bonaparte, fratello dell'imperatore.
Nella parte superiore della villa (casino dei Quattro Venti) si svolse il 3 giugno 1849 uno dei più sanguinosi combattimenti in difesa della Repubblica Romana contro i francesi durante il quale fu ferito a morte Goffredo Mameli. Nel 1856 gran parte dei giardini sul Gianicolo furono uniti alla confinante Villa Doria Pamphilj, mentre nel 1883 il principe Tommaso Corsini vendette al Governo Italiano il palazzo, donando la biblioteca e la galleria ivi custodite.  Il palazzo divenne quindi sede degli uffici e della biblioteca della Reale Accademia dei Lincei e della Galleria d'Arte Antica, costituita con l'occasione per accogliere le raccolte Corsini.
All'interno del palazzo sono oggi collocate la Galleria Corsini (opere di Beato Angelico, Giambattista Pittoni, 
Caravaggio, Rubens, Mattia Preti, Jusepe de Ribera, Jacopo Bassano, ecc.) e la sede dell'Accademia dei Lincei con la relativa Biblioteca dell'Accademia Nazionale dei Lincei e Corsiniana. L'affresco nella biblioteca La Storia ordina al Tempo di scoprire la Verità è opera di Gregorio Guglielmi e fu commissionato da Neri Corsini .
Nel giardino ha sede l'Orto botanico di Roma.